# روبرت دو
روبرت دو (بالإنجليزية: Robert Dow)‏ هو مبارز بالسيف أمريكي، ولد في 8 مارس 1945 في نيويورك في الولايات المتحدة.

## وصلات خارجية
- روبرت دو على موقع أوليمبيديا (الإنجليزية)